# クインテット (テレビ番組)
『クインテット』は、NHK教育テレビジョンで2003年4月7日から2013年3月30日まで放送された子供向けの音楽教養番組。
国際的に評価された年齢を問わず楽しめる名番組の一つとして知られる。

## 概要
本番組は『ハッチポッチステーション』を踏襲したパペットバラエティ番組で、子供たちに音楽の楽しさ、素晴らしさを伝えることが目的で作られている番組である。ピアノ、ヴァイオリン、トランペット、チェロ、クラリネットなどの楽器が登場する。番組名の由来は「五人組」、「五重奏」を表す「クインテット」。
2005年12月1日、ベトナムのハノイで開かれた第42回ABU総会で「人形を使って音楽の持つ素晴らしさ、楽しさを伝えた」という名目でABU賞（子ども・青少年番組部門）の最優秀部門を受賞。
耳の不自由な人向けに、字幕放送を実施。
多くのNHKの番組がハイビジョン化されている中、この番組では終了まで一貫してハイビジョン化はされず、横縦比4:3の標準画質による製作で放送されていた。
2011年度から、後身である新パペットバラエティ番組の『フックブックロー』の放送を開始させることに伴い、8年間続いていた平日の本放送は2011年3月25日をもって終了した。その後は土曜日の再放送のみ継続していたが、2013年3月30日をもって土曜日の再放送も終了し、『クインテット』は10年間の歴史に幕を閉じた。後続番組として、2013年4月6日から『ムジカ・ピッコリーノ』が放送開始。放送終了後も『Eテレセレクション』（お願い！編集長）や『Eテレタイムマシン』などの再放送番組枠で過去の再放送が行われることがある。
2021年11月23日にNHKG（総合）の特番『おげんさんといっしょ』第5回で、パペット版アキラ、フラット、アリアが、前身番組『ハッチポッチステーション』のグッチ、ジャーニー、ダイヤと共にVTRで登場した
。過去の放映内容の一部（第3部クインテット雑唱団「鉄道唱歌 山手線」）が紹介された。さらに星野源とネズミの声を演じる宮野真守も加わり、実写版アキラのピアノ伴奏で『うちで踊ろう』を歌った。放映当時同様、アキラは一言も発声しなかった。
パペットバラエティシリーズ全体の最終回となった2022年3月31日の『コレナンデ商会』最終回ではスコア、フラット、アリア、シャープがゲスト出演した。フラットとアリアに関しては台詞も用意されていた。
『Eテレタイムマシン』で2023年9月15日から10月6日まで2003年度の放送回、2024年5月29日から6月19日までが2007年度の放送回放送された。

## 番組構成

### クインテット
番組開始初年度の2003年度は、下記の5部構成を分割（4部の演奏パートとエンディングにあたる5部のみ連続放送）し、17時台の番組の合間に放送する形をとっていた。2004年度以降はこれらを10分枠に集約し、前述の『ハッチポッチステーション』と同様の単一番組として放送することとなった。
第1部
テーマソング。曲名は「ゆうがたクインテット」。
第2部
練習の際の出来事などの人形劇。歌謡曲や童謡、民謡、アニメ主題歌、ジャズなどを適宜挿入している。番組のオリジナル曲（作詞：下山啓、作曲：宮川彬良。後述「#番組オリジナル曲」を参照）も登場する。
第3部
キャラクター持ちのコーナーや視聴者からの絵の投稿コーナー、番組オリジナル曲のアニメーションPPVバージョンなど。「クインテットショッピング」や「演奏コーナー」、「アリアの音楽BOOK」ほか。
第4部
開演前の舞台裏での出来事などの人形劇及び、番組の主体ともいえるコンサート。クラシックのさまざまな曲をクインテットのメンバーたちが演奏する。編曲は宮川彬良。舞台の下部にある楽譜は「ゆうがたクインテットのテーマ」。
舞台は、筒状の壁と柱がある。
通常版とカーテン版があり、通常版では、アキラは左側で人形キャラクターは右側。柱が2本（左右に1本ずつ）立っている。カーテン版では、手前にカーテンがあり、色は赤色。アキラは中央、シャープとフラットは左側、スコアとアリアは右側で演奏する（まれに右側と左側の配置が逆転する）。柱が6本（左右に3本ずつ）立っている。
コンサートが開始する前に「まもなく開演いたしますので、皆様ご着席ください。」と場内アナウンス流れ拍手が始まって演奏が始まる（アナウンスが流れている間は映像が入る。いくつかパターンがある。）。カーテン版では、場内アナウンス流れている最中に楽器の調節音が聞こえる。
第5部
テーマソングとスタッフロール。回によっては、省略されるケースもある。2007年度からは「制作・著作NHK」の左に「おわり／」が追加された。
特集
本放送・再放送を含めた時期の中に記念日などがあった場合、それにちなんだ内容を放映することもあった。それにあわせて第2部、第3部、第4部もそれに合わせたスペシャルバージョンとなる。
2009年1月2日（再放送：2009年1月3日、2009年1月12日）には「クインテットニューイヤイヤコンサート」と題したお正月スペシャル番組が放映され、「ハッチポッチステーション」の人形たちとのコラボレーションが実現した。

### クインテット・プチ
2006年度（2006年4月3日 - 2007年3月30日）と2008年度（2008年3月31日 - 2009年3月27日）に放送された、短縮版。原則として、第3部・第4部（上記参照）を再構成した内容だが、稀にオリジナルもあった。

## 登場人物
アキラ、スコア、フラット、アリア、シャープでクインテットを構成するが、レギュラーキャラクターはチーボーを含めた6名。

### 人間
アキラ - 演：宮川彬良
- 担当楽器：ピアノ、鍵盤ハーモニカなど鍵盤楽器全般、他にギターやカスタネット、トライアングル、リコーダーなど

番組に出演する唯一の実写の人物。基本的には宮川本人が出演するが、宮川を模ったパペット人形で登場する場合もある。クインテットの演奏開始時にカウントを行う以外は一言も口を利かず、感情表現をオーバーアクションなピアノの演奏やボディランゲージで行う。

### 人形キャラクター
スコア - 声：斎藤晴彦
- 担当楽曲：チェロ
- 名前の由来：「総譜」を意味する「スコア」。他のメンバーからは年上なので「スコアさん」と呼ばれる。

67歳のメンバー最年長。一人称は「私」。少々早口で「結構、結構」と「ご苦労さん」が口癖。また、あごひげをなでる癖がある。暖かな春が好きで、寂しい秋が嫌い。他のメンバーから何かしら誘われると断ることが多い。よく自慢話をするが、実際に挑戦すると失敗、または嘘と思われてしまう。過去に様々な職場を転々とし、チェロ弾きに落ち着いたという。
機械オンチではないが、演奏を録音するラジカセのボタンが多すぎてフラットに録音を依頼するが結局失敗に終わり、フラットから「お代官様〜」と乞われることもあった。
フラット - 声：玄田哲章
- 担当楽器：クラリネットなど木管楽器全般、時折ハーモニカ
- 名前の由来：変化記号の「♭（フラット）[注釈 12]」

42歳。一人称は「アタシ」。スコアからは「フラット君」・アリアからは「フラットさーん」・シャープからは「フラットさん」と呼ばれている。フォルテと名付けた愛犬がいる。水色の肌をしており、パンチパーマで髭もじゃ、左耳にピアスをしている。子守唄と口笛が得意で、よく女性言葉を使う。実は意外と綺麗好き。非常に大食いで、お腹を壊すのもしばしば。紅葉が美しい秋が好きで、暑い夏が嫌い。涙もろく、デリケート。花粉症。他メンバーとはしばしば喧嘩をする（特にアリアとシャープ）。自分の不幸に嘆いて家出をしたことがあるほど運が悪い。手相がなく、手相を欲しがったことがあった。「コロ畑任ボ二郎」という刑事になって事件を解決するが、ダジャレばかり言うので結局事件を解決できないまま帰ってしまう。初期は非常にオネエでセレブな性格で声も低かったが、番組が進むにつれダミ声で少々天然ボケな性格になり、オヤジギャグを連発するようになった（しかし、女性言葉などは変わらなかった）。
アリア - 声：茂森あゆみ
- 担当：ヴァイオリン、ウクレレなど弦楽器全般と歌、時折アコーディオン
- 名前の由来：音楽の種類「アリア」

楽団の紅一点の28歳。
一人称は「私」。おおらかな性格で、真面目で知的で明るい性格。気が強く、姉御肌。短所は少しわがままかつ自己中心的で、怒りっぽい性格。色白。イベントが多い冬が好きで、花粉の多い春が嫌い。料理はとても上手だが、お菓子作りは苦手。フラットと同じく花粉症。フラットとケンカすることが多い。口紅がずれている。実はゲーマーであり、練習中にゲームボーイらしき携帯ゲームをやっていた時があった。
シャープ - 声：大澄賢也
- 担当楽器：トランペットなど金管楽器全般、時折打楽器
- 名前の由来：変化記号の「♯（シャープ）[注釈 16]」

22歳の大学生で、メンバー最年少。自分を人形だと認識している。一人称は「ボク」。第2部の歌や第4部のコンサートで楽器の早変わりを披露している。サッカーや漫画が好きな青年。好奇心旺盛。少々おっとりした性格。顔は細長く、肌はフラットより濃い水色。左右で髪の色が違う。とても優しい。度々フラットとアリアの喧嘩を仲裁している。絵が上手く、運動神経が非常に良い。海の季節である夏が好きで、寒い冬に弱い。フラットのボケに対してツッコミを入れる。そのため、アリア同様フラットとは喧嘩することが多い。
チーボー
- 担当楽器：木琴など鍵盤打楽器全般、打楽器
- 名前の由来：叙唱を意味する「レシタチーボ」

生後11ヶ月の少年。普段は本編には登場せず無口の端役だが、2003年度の一部回では「ブーブー」などの喃語を発していたが、2004年度以降は台詞を発することはなくなった（エンドロールにチーボーのみ声優名が表記されてないため演者は不明）。レコード機材を動かしたり、様々な楽器を演奏できる。コンサートなどでも人手が足りない場合、木琴や打楽器などを演奏することがある。照明装置やカメラを操作する姿もしばしば見られる。蛇が大の苦手。風船6個で浮くほどの体重である。たまにランドセルをしょっていることがある。

### 動物キャラクター
フォルテ
トイプードル。フラットのペット。名前の由来は強くする「f」（フォルテ）。フラットがハーモニカを吹くと歌いだす。目が青い。好きな色は、青。
ニャンコロスキー
黒猫。名前の由来は作曲家のチャイコフスキー。よくフラットの鯵の干物などを盗む。こたつの中に入ることがある。
フラッピーとケロンボ
蛙。名前の由来は蛙の英語読み、そしてカエルの鳴き声とコロンボ。雨の日はとても元気になる。6月の梅雨時を中心に出る。
白ヤギ・黒ヤギ
双子のヤギ。よくチケットやポスターなどの紙を食べる(アキラ以外の楽譜を食べたこともあった)。「やぎさんゆうびん」をみんなで歌っていた時、白ヤギは黒ヤギからくれた手紙を、黒ヤギは白ヤギからくれた手紙を食べていた。
にわとり
すでにひよこを何匹か生んでいる。動物キャラクターの中で一番早起き。
つばめ
春になると巣を作り、秋になると南の国へ帰る。ヒナをよく生む。
りす
くるみを割るのが得意。クルミを割れなかったメンバーもびっくりしていた。
ホセ・ルチアーノ・プラシド
シャープの毛虫のペット（本人いわく「三大毛虫」）。名前の由来は、「三大テノール」のファーストネーム。のちにホセがきれいな色の蝶々になった。
ピーター、ポール、マリー
シャープのおたまじゃくしのペット。名前は「ピーター・ポール&マリー」から。のちにピーターに足がはえた。
やすしときよし
シャープのひよこのペット。名前の由来は「横山やすし」と「西川きよし」から。のちにやすしの色が白くなった。
鈴虫
シャープのペット。しかしアキラの鳴らしたトライアングルのせいで全くなかず、しかもコンサート終了後に脱走してしまった（犯人はアキラ）。
恐竜の卵
シャープが手に入れた卵。中からは生物が出てきた。

## 楽曲

### 番組オリジナル曲
作曲は宮川彬良が、作詞は下山啓が行っている。「ただいま考え中」は2007年4月にキリンビバレッジ「アミノサプリ」のCMソングの元歌となった。
- 赤ちゃん
- うそ
- ちょっと
- 目はおこってる
- 歩く歩く歩く
- おんぷのマーチ
- おにぎりの心[注釈 18]
- 原始時代へウェルカム
- いつか星になったら
- ただいま考え中
- 今だから話そう
- 真夜中の動物園
- ほえろライオン
- おわびのスキャット
- つまんない歌
- 練習大きらい
- 泣いたっていいんじゃない
- ぼくのクセ
- 明日のいまごろ
- おやつだよ
- ぷっつん★マンボ
- あまのじゃく
- てあらい数え歌
- 楽器の動物園
- ゆめのつづき
- なかなおり
- オニヤンマ
- ナニは音頭
- ルルルのル
- あした
- おそうじワルツ
- ちゃんとしまうま
- ニドネのサンバ
- 広場のチェロ弾き
- ことしこそ
- ああいいにおい
- できないよ
- ぼくのカゲ
- しあわせクリスマス
- たべすぎたのね
- おなかがへった

など
テーマソング
タイトルの「ゆうがたクインテット」は、「君には5人の仲間がいるよ」という意味の「You've got a Quintet = You Gotta Quintet」と、初期の放送時間、そして楽団名「夕方五重奏団」にちなんで「ゆうがたクインテット」をかけている。
季節によって（クロージング）テーマソングの歌詞が変わる。具体的には、春バージョンが3月 - 5月、夏バージョンが6月 - 8月、秋バージョンが9月 - 11月、冬バージョンが12月 - 2月にかけて放映される（いずれも本放送・再放送を含めての表記）。
番組初期はオープニング
エンディング映像、夏・秋・冬バージョンの映像は春バージョンの使い回しだった
後にそれぞれのエンディング映像が放送された
2007年度より、オープニングの歌詞と映像が変更になった。エンディングは以前と同じ。同時に本放送が午前に変更されたため、歌詞内の「ゆうがたクインテット」というフレーズは「You Gotta Quintet」を意識したものに変わっている。

### 3部・クインテット雑唱団
クインテット雑唱団は、第3部のコーナーの一つで、パペット人形が歌を歌うコーナーである。アキラはパペット人形で共に歌唱する場合もあれば、実写で伴奏に徹することもある。クラシック曲にその曲名を歌詞にして歌うものや、童謡のアレンジなどが多い。放送時間の都合上、曲の途中でフェードアウトしながら画面が小さくなっていって終わることもある。
- 愛の挨拶
- 幸せなら手をたたこう（歌詞はすべて「手を叩こう」であり、4コーラス歌う。歌い方の異なる2バージョンがある）
- ボレロ
- 鉄道唱歌 山手線（山手線の全29駅[注釈 19]を東京駅より順に歌唱。内回り・外回りそれぞれのバージョンがあり、アニメバージョンもある。実写バージョンはピアノの上に東京タワーの模型が置いてある。いずれも2周程度でフェードアウト。）
- 「乙女の祈り」で九九を歌ったもの（すべて歌い終わると、アリアが「よく出来ました〜!」と言う）
- ずいずいずっころばし
- 美しく青きドナウ
- 結婚行進曲
- ユーモレスク
- トロイメライ
- やぎさんゆうびん

など

### 3部・スコアは歌う
「スコアは歌う」は、第3部のコーナーの一つで、スコアが歌を歌うコーナーである。主にアキラとのデュオで演奏され、こちらもアキラがパペット人形で登場する場合がある。
- 歌劇「フィガロの結婚」序曲でモーツァルトの生涯を歌ったもの
- バレエ音楽「白鳥の湖」から「情景」で
  - そば屋のメニューを歌ったもの
  - チェロの歴史を歌ったもの
  - 町の人達を歌ったもの
  - 野菜の種類を歌ったもの
  - 鳥の種類を歌ったもの
  - カスタネットの歴史を歌ったもの
  - シロフォンの歴史を歌ったもの
  - ピアノの歴史を歌ったもの
- 交響曲第5番「運命」でベートーベンの生涯を歌ったもの

などがある。

### 4部・クラシック曲
ここでは、第4部で使用されているクラシック曲を記述する。

太文字の曲名は、カーテン版の曲。「（DVD収録）」は、DVDに収録されているクラシック曲。

## 放送時間
主に2003年度-2006年度までは前期、2007年度-2010年度までは後期となっている。
2003年4月7日 -2004年4月2日
- 第1部 17:00-17:01
- 第2部 17:11-17:14
- 第3部 17:32-17:35
- 第4部 17:45-17:50

17時台に4部に分けて放送。先述通り、当時は17時台の「あつまれ!わんパーク」の各種内包参加番組の合間と合間のクッション的な要素があり、オープニングは第1部、エンディングは第4部の終わりで行っていた。第1部以外の開始時にはアイキャッチが流れた。第1部と第2部の間に「英語であそぼ」、第2部と第3部の間に「ひとりでできるもん!」、第3部と第4部の間に「にほんごであそぼ」を放送していた。
2004年4月5日-2006年3月31日
- 17:50-18:00

2004年度以降は分割での放送を廃止し、10分番組に1本化された。
2006年4月3日-2007年3月30日
- クインテット：17:30-17:40
- クインテット・プチ：7:55-8:00

放送時間の変更および、5分番組『クインテット・プチ』の放送開始。字幕放送の提供開始。
2007年4月2日-2008年3月28日
- 7:50-8:00
- 17:50-18:00

放送時間の変更および『クインテット・プチ』の廃止。本放送が朝に変更され、夕方の時間帯は再放送に変更された。
2008年3月31日-2009年3月27日
- クインテット
  - 月-金 17:50-18:00
  - 土 8:25-8:35
- クインテット・プチ：月-金 7:25-7:30

平日の朝の放送が廃止され、再び夕方のみの放送に。土曜日にも放送される（土曜日の放送は再放送）。『クインテット・プチ』が放送再開。
2009年3月30日-2010年3月26日
- 月 - 金 7:25-7:35、17:50-18:00
- 土 8:25 - 8:35

朝の本放送が『からだであそぼ』の放送終了に伴い10分枠を確保できたため再開、代わりに『クインテット・プチ』が再び廃止に。2007年度と同じく、朝に本放送、夕方に朝の再放送をするという構成。
2010年3月29日-2011年3月25日
- 月 - 金 17:50-18:00
- 土 8:25-8:35
- NHKワールド・プレミアム
  - 火 - 土 4:30-4:40
  - 月 - 金（再放送） 17:50-18:00

再び平日の朝の放送が廃止、再三度夕方のみの放送となる。
2011年4月2日 - 2011年9月24日
- 土 8:25-8:35、17:25-17:35
平日での放送、および本放送が終了し、土曜日の再放送のみになる。

2011年10月1日-2012年3月31日
- 土 8:25-8:35
- 金 7:15-7:25

土曜日夕方枠を金曜日の朝に移動する。
2012年4月7日-2013年3月30日
- 土 8:25-8:35
金曜日の再放送が廃止、土曜日のみの放送となる。

再放送
- クインテット
連続する2週間のうち2週目は前週の再放送である。
- クインテット・プチ
各月の1週目、2週目に本放送が、3週目に1週目の再放送が、4週目に2週目の再放送が放送される。

リピート放送
第2部から第4部までの人形劇・アニメーションは毎回新しいものというわけではない。時たま新しいものは出るが、ほとんどの回はまるまるの再放送かそれまでにやった劇をシャッフルして放送している（リピート放送）。視聴者からの投稿のコーナーのみ、このリピートがない。

### 変遷
| 期間       | 期間       | 放送時間（日本時間）              | 放送時間（日本時間）       | 放送時間（日本時間）       | 放送時間（日本時間）       |
| 期間       | 期間       | 第1部                             | 第2部                      | 第3部                      | 第4部                      |
| ---------- | ---------- | --------------------------------- | -------------------------- | -------------------------- | -------------------------- |
| 2003.04.07 | 2004.04.02 | 平日 17:00 - 17:01（01分）        | 平日 17:11 - 17:14（03分） | 平日 17:32 - 17:35（03分） | 平日 17:45 - 17:50（05分） |
| 期間       | 期間       | 放送時間（日本時間）              | 放送時間（日本時間）       | 放送時間（日本時間）       | 放送時間（日本時間）       |
| 期間       | 期間       | 平日                              | 平日                       | 土曜日                     | 土曜日                     |
| 期間       | 期間       | 朝（5分はプチ）                   | 夕                         | 朝                         | 夕                         |
| 2004.04.05 | 2006.03.31 | （放送なし）                      | 17:50 - 18:00（10分）      | （放送なし）               | （放送なし）               |
| 2006.04.03 | 2007.03.30 | 07:55 - 08:00（05分）             | 17:30 - 17:40（10分）      | （放送なし）               | （放送なし）               |
| 2007.04.02 | 2008.03.28 | 07:50 - 08:00（10分）             | 17:50 - 18:00（10分）      | （放送なし）               | （放送なし）               |
| 2008.03.31 | 2009.03.27 | 07:25 - 07:30（05分）             | 17:50 - 18:00（10分）      | 08:25 - 08:35（10分）      | （放送なし）               |
| 2009.03.30 | 2010.03.26 | 07:25 - 07:35（10分）             | 17:50 - 18:00（10分）      | 08:25 - 08:35（10分）      | （放送なし）               |
| 2010.03.29 | 2011.03.25 | （放送なし）                      | 17:50 - 18:00（10分）      | 08:25 - 08:35（10分）      | （放送なし）               |
| 2011.04.02 | 2011.09.24 | （放送なし）                      | （放送なし）               | 08:25 - 08:35（10分）      | 17:25 - 17:35（10分）      |
| 2011.10.01 | 2012.03.31 | 07:15 - 07:25（10分、金曜日のみ） | （放送なし）               | 08:25 - 08:35（10分）      | （放送なし）               |
| 2012.04.07 | 2013.03.30 | （放送なし）                      | （放送なし）               | 08:25 - 08:35（10分）      | （放送なし）               |

## CD・DVD
CD
- you gotta Quintet - songs -（2004年）
- you gotta Quintet - classics -（2004年）
- you gotta Quintet - concert -（2005年）
- you gotta Quintet - a la carte -（2005年）
- you gotta Quintet - are kore -（2006年）
- ただいま考え中（2007年）[注釈 34]
- you gotta Quintet - 真夜中の動物園 -（2008年）
- ゆめのつづき（2009年）
- エッ!センス?（2010年）

DVD
- クインテット ゆかいな5人の音楽家
  - 【クラシック】（2006年）
  - 【オリジナル】（2006年）
  - 【収穫祭】（2007年）
  - 【なに!これ!】（2007年）
  - 【ガラガラコンサート】（2008年）
  - 【テンコモリ】（2009年）
  - 【トコトンアニメ】（2009年）
  - 【ネンガラネンジュウ】 （2010年）
  - 【ＧＯＯＯＯＯＡＬ！（ゴール！）】（2011年）

## 楽譜
- ゆうがたクインテット/ピアノ・アルバム

## 主なスタッフ
- 作・構成：下山啓
- 音楽：宮川彬良、長山善洋、演奏 : アンサンブル・ベガ＋フレンズ、フェイスミュージック
- アート・ディレクション：藤枝リュウジ、デザインオフィス、藤枝リュウジデザイン室
- キャラクター・デザイン：藤枝リュウジ、デザインオフィス、藤枝リュウジデザイン室
- 人形衣装：佐藤三郎
- 人形制作：松島ひろし
- 人形劇・木ぐつの木
- 人形操演：鹿島佳子、おかの公夫、行平久子、がこさく、しみずひかる、太田順子、島村真弓、高椋士門
- 監修：近藤康弘
- アニメーション：堀口忠彦

## お願い!編集長 クインテット・クリスマススペシャル
『お願い!編集長』で放送された、再放送リクエスト特集。クリスマスにちなんだ楽曲を中心にピックアップし、再構成して放送。
- 放送日時：2016年12月24日 土曜日15:00-15:30

| 初回放送日     | 曲名                                    |
| -------------- | --------------------------------------- |
| 2008年12月24日 | 明日は月の上で / クラリネット・ポルカ   |
| 2005年12月15日 | 聖夜 / チョップスティックス             |
| 2004年12月14日 | もみの木 / 肩たたき                     |
| 2004年12月17日 | サンタさんへの手紙 / ブラームスのワルツ |